# Oedosmylus parvus
Oedosmylus parvus är en insektsart som beskrevs av Tim R. New 1990. Oedosmylus parvus ingår i släktet Oedosmylus och familjen vattenrovsländor. Inga underarter finns listade i Catalogue of Life.